# 格拉爾二世 (海爾德)
格拉爾二世（法語：Gérard II de Gueldre、荷蘭語：Gerard II van Gelre，約1090年—1131年10月24日），海爾德伯爵，格拉爾一世之子，1129年至1131年在位。

## 家庭
1116年左右，格拉爾二世與聚特芬的艾爾門加德結婚，兩人共有1子1女：
1. 亨利一世
2. 莎樂美